# Liste des médaillés olympiques masculins en natation
Liste des sportifs médaillés en natation aux Jeux olympiques d'été depuis la première apparition de la natation au programme olympique en 1896.

## Brasse

### 100 mètresbrasse
| Édition             | Or                     | Argent                  | Bronze             |
| ------------------- | ---------------------- | ----------------------- | ------------------ |
| Mexico 1968         | Don McKenzie           | Vladimir Kosinsky       | Nikolai Pankin     |
| Munich 1972         | Nobutaka Taguchi       | Tom Bruce               | John Hencken       |
| Montréal 1976       | John Hencken           | David Wilkie            | Arvydas Juozaitis  |
| Moscou 1980         | Duncan Goodhew         | Arsens Miskarovs        | Peter Evans        |
| Los Angeles 1984    | Steve Lundquist        | Victor Davis            | Peter Evans        |
| Séoul 1988          | Adrian Moorhouse       | Károly Güttler          | Dmitri Volkov      |
| Barcelone 1992      | Nelson Diebel          | Norbert Rózsa           | Phil Rogers        |
| Atlanta 1996        | Frederik Deburghgraeve | Jeremy Linn             | Mark Warnecke      |
| Sydney 2000         | Domenico Fioravanti    | Ed Moses                | Roman Sludnov      |
| Athènes 2004        | Kōsuke Kitajima        | Brendan Hansen          | Hugues Duboscq     |
| Pékin 2008          | Kōsuke Kitajima        | Alexander Dale Oen      | Hugues Duboscq     |
| Londres 2012        | Cameron van der Burgh  | Christian Sprenger      | Brendan Hansen     |
| Rio de Janeiro 2016 | Adam Peaty             | Cameron van der Burgh   | Cody Miller        |
| Tokyo 2020          | Adam Peaty             | Arno Kamminga           | Nicolò Martinenghi |
| Paris 2024          | Nicolò Martinenghi     | Adam Peaty Nicolas Fink | —                  |

## Dos

### 100 mètresdos
| Édition             | Or                   | Argent               | Bronze               |
| ------------------- | -------------------- | -------------------- | -------------------- |
| Londres 1908        | Arno Bieberstein     | Ludvig Dam           | Herbert Haresnape    |
| Stockholm 1912      | Harry Hebner         | Otto Fahr            | Paul Kellner         |
| Anvers 1920         | Warren Kealoha       | Ray Kegeris          | Gérard Blitz         |
| Paris 1924          | Warren Kealoha       | Paul Wyatt           | Károly Bartha        |
| Amsterdam 1928      | George Kojac         | Walter Laufer        | Paul Wyatt           |
| Los Angeles 1932    | Masaji Kiyokawa      | Toshio Irie          | Kentaro Kawazu       |
| Berlin 1936         | Adolph Kiefer        | Albert Vande Weghe   | Masaji Kiyokawa      |
| Londres 1948        | Allen Stack          | Robert Cowell        | Georges Vallerey     |
| Helsinki 1952       | Yoshinobu Oyakawa    | Gilbert Bozon        | Jack Taylor          |
| Melbourne 1956      | David Theile         | John Monckton        | Frank McKinney       |
| Rome 1960           | David Theile         | Frank McKinney       | Robert Bennett       |
| Tokyo 1964          | Épreuve non disputée | Épreuve non disputée | Épreuve non disputée |
| Mexico 1968         | Roland Matthes       | Charles Hickcox      | Ron Mills            |
| Munich 1972         | Roland Matthes       | Michael Stamm        | John Murphy          |
| Montréal 1976       | John Naber           | Peter Rocca          | Roland Matthes       |
| Moscou 1980         | Bengt Baron          | Viktor Kuznetsov     | Volodymyr Dolhov     |
| Los Angeles 1984    | Rick Carey           | Dave Wilson          | Mike West            |
| Séoul 1988          | Daichi Suzuki        | David Berkoff        | Igor Polyansky       |
| Barcelone 1992      | Mark Tewksbury       | Jeff Rouse           | David Berkoff        |
| Atlanta 1996        | Jeff Rouse           | Rodolfo Falcón       | Neisser Bent         |
| Sydney 2000         | Lenny Krayzelburg    | Matt Welsh           | Stev Theloke         |
| Athènes 2004        | Aaron Peirsol        | Markus Rogan         | Tomomi Morita        |
| Pékin 2008          | Aaron Peirsol        | Matt Grevers         | Arkadiy Viatchanin   |
| Londres 2012        | Matt Grevers         | Nick Thoman          | Ryōsuke Irie         |
| Rio de Janeiro 2016 | Ryan Murphy          | Xu Jiayu             | David Plummer        |
| Tokyo 2020          | Evgeny Rylov         | Kliment Kolesnikov   | Ryan Murphy          |
| Paris 2024          | Thomas Ceccon        | Xu Jiayu             | Ryan Murphy          |

### 200 mètresdos
| Édition                          | Or                  | Argent             | Bronze              |
| -------------------------------- | ------------------- | ------------------ | ------------------- |
| Paris 1900                       | Ernst Hoppenberg    | Karl Ruberl        | Johannes Drost      |
| Épreuve non disputée (1904-1960) |                     |                    |                     |
| Tokyo 1964                       | Jed Graef           | Gary Dilley        | Jack Horsley        |
| Mexico 1968                      | Roland Matthes      | Mitchell Ivey      | Ron Mills           |
| Munich 1972                      | Roland Matthes      | Michael Stamm      | Mitchell Ivey       |
| Montréal 1976                    | John Naber          | Peter Rocca        | Dan Harrigan        |
| Moscou 1980                      | Sándor Wladár       | Zoltán Verrasztó   | Mark Kerry          |
| Los Angeles 1984                 | Rick Carey          | Frédéric Delcourt  | Cameron Henning     |
| Séoul 1988                       | Igor Polyansky      | Frank Baltrusch    | Paul Kingsman       |
| Barcelone 1992                   | Martín López-Zubero | Vladimir Selkov    | Stefano Battistelli |
| Atlanta 1996                     | Brad Bridgewater    | Tripp Schwenk      | Emanuele Merisi     |
| Sydney 2000                      | Lenny Krayzelburg   | Aaron Peirsol      | Matt Welsh          |
| Athènes 2004                     | Aaron Peirsol       | Markus Rogan       | Răzvan Florea       |
| Pékin 2008                       | Ryan Lochte         | Aaron Peirsol      | Arkadiy Viatchanin  |
| Londres 2012                     | Tyler Clary         | Ryōsuke Irie       | Ryan Lochte         |
| Rio de Janeiro 2016              | Ryan Murphy         | Mitch Larkin       | Evgeny Rylov        |
| Tokyo 2020                       | Evgeny Rylov        | Ryan Murphy        | Luke Greenbank      |
| Paris 2024                       | Hubert Kós          | Apóstolos Chrístou | Roman Mityukov      |

## Nage libre

### 50 mètresnage libre
| Édition             | Or                          | Argent           | Bronze                    |
| ------------------- | --------------------------- | ---------------- | ------------------------- |
| Séoul 1988          | Matt Biondi                 | Tom Jager        | Gennadiy Prigoda          |
| Barcelone 1992      | Aleksandr Popov             | Matt Biondi      | Tom Jager                 |
| Atlanta 1996        | Aleksandr Popov             | Gary Hall Jr.    | Fernando Scherer          |
| Sydney 2000         | Anthony Ervin Gary Hall Jr. | —                | Pieter van den Hoogenband |
| Athènes 2004        | Gary Hall Jr.               | Duje Draganja    | Roland Mark Schoeman      |
| Pékin 2008          | César Cielo                 | Amaury Leveaux   | Alain Bernard             |
| Londres 2012        | Florent Manaudou            | Cullen Jones     | César Cielo               |
| Rio de Janeiro 2016 | Anthony Ervin               | Florent Manaudou | Nathan Adrian             |
| Tokyo 2020          | Caeleb Dressel              | Florent Manaudou | Bruno Fratus              |
| Paris 2024          | Cameron McEvoy              | Benjamin Proud   | Florent Manaudou          |

### 100 mètresnage libre
| Édition             | Or                        | Argent               | Bronze                  |
| ------------------- | ------------------------- | -------------------- | ----------------------- |
| Athènes 1896        | Alfréd Hajós              | Otto Herschmann      | Non décernée            |
| Londres 1908        | Charles Daniels           | Zoltán von Halmay    | Harald Julin            |
| Stockholm 1912      | Duke Kahanamoku           | Cecil Healy          | Kenneth Huszagh         |
| Anvers 1920         | Duke Kahanamoku           | Pua Kealoha          | William Harris          |
| Paris 1924          | Johnny Weissmuller        | Duke Kahanamoku      | Samuel Kahanamoku       |
| Amsterdam 1928      | Johnny Weissmuller        | István Bárány        | Katsuo Takaishi         |
| Los Angeles 1932    | Yasuji Miyazaki           | Tatsugo Kawaishi     | Albert Schwartz         |
| Berlin 1936         | Ferenc Csik               | Masanori Yusa        | Shigeo Arai             |
| Londres 1948        | Walter Ris                | Alan Ford            | Géza Kádas              |
| Helsinki 1952       | Clarke Scholes            | Hiroshi Suzuki       | Göran Larsson           |
| Melbourne 1956      | Jon Malcolm Henricks      | John Devitt          | Gary Chapman            |
| Rome 1960           | John Devitt               | Lance Larson         | Manuel dos Santos       |
| Tokyo 1964          | Don Schollander           | Bobby McGregor       | Hans-Joachim Klein      |
| Mexico 1968         | Michael Wenden            | Kenneth Walsh        | Mark Spitz              |
| Munich 1972         | Mark Spitz                | Jerry Heidenreich    | Vladimir Bure           |
| Montréal 1976       | Jim Montgomery            | Jack Babashoff       | Peter Nocke             |
| Moscou 1980         | Jörg Woithe               | Per Holmertz         | Per Johansson           |
| Los Angeles 1984    | Rowdy Gaines              | Mark Stockwell       | Per Johansson           |
| Séoul 1988          | Matt Biondi               | Chris Jacobs         | Stéphan Caron           |
| Barcelone 1992      | Aleksandr Popov           | Gustavo Borges       | Stéphan Caron           |
| Atlanta 1996        | Aleksandr Popov           | Gary Hall Jr.        | Gustavo Borges          |
| Sydney 2000         | Pieter van den Hoogenband | Aleksandr Popov      | Gary Hall Jr.           |
| Athènes 2004        | Pieter van den Hoogenband | Roland Mark Schoeman | Ian Thorpe              |
| Pékin 2008          | Alain Bernard             | Eamon Sullivan       | Jason Lezak César Cielo |
| Londres 2012        | Nathan Adrian             | James Magnussen      | Brent Hayden            |
| Rio de Janeiro 2016 | Kyle Chalmers             | Pieter Timmers       | Nathan Adrian           |
| Tokyo 2020          | Caeleb Dressel            | Kyle Chalmers        | Kliment Kolesnikov      |
| Paris 2024          | Pan Zhanle                | Kyle Chalmers        | David Popovici          |

### 200 mètresnage libre
| Édition                          | Or                        | Argent                    | Bronze                |
| -------------------------------- | ------------------------- | ------------------------- | --------------------- |
| Paris 1900                       | Frederick Lane            | Zoltán von Halmay         | Karl Ruberl           |
| Épreuve non disputée (1904-1964) |                           |                           |                       |
| Mexico 1968                      | Michael Wenden            | Don Schollander           | John Nelson           |
| Munich 1972                      | Mark Spitz                | Steve Genter              | Werner Lampe          |
| Montréal 1976                    | Bruce Furniss             | John Naber                | Jim Montgomery        |
| Moscou 1980                      | Sergueï Kopliakov         | Andreï Krylov             | Graeme Brewer         |
| Los Angeles 1984                 | Michael Gross             | Michael Heath             | Thomas Fahrner        |
| Séoul 1988                       | Duncan Armstrong          | Anders Holmertz           | Matt Biondi           |
| Barcelone 1992                   | Evgeniy Sadovyy           | Anders Holmertz           | Antti Kasvio          |
| Atlanta 1996                     | Danyon Loader             | Gustavo Borges            | Daniel Kowalski       |
| Sydney 2000                      | Pieter van den Hoogenband | Ian Thorpe                | Massimiliano Rosolino |
| Athènes 2004                     | Ian Thorpe                | Pieter van den Hoogenband | Michael Phelps        |
| Pékin 2008                       | Michael Phelps            | Park Tae-hwan             | Peter Vanderkaay      |
| Londres 2012                     | Yannick Agnel             | Park Tae-hwan Sun Yang    | —                     |
| Rio de Janeiro 2016              | Sun Yang                  | Chad le Clos              | Conor Dwyer           |
| Tokyo 2020                       | Thomas Dean               | Duncan Scott              | Fernando Scheffer     |
| Paris 2024                       | David Popovici            | Matthew Richards          | Luke Hobson           |

### 400 mètresnage libre
| Édition             | Or                  | Argent                | Bronze             |
| ------------------- | ------------------- | --------------------- | ------------------ |
| Londres 1908        | Henry Taylor        | Frank Beaurepaire     | Otto Scheff        |
| Stockholm 1912      | George Hodgson      | Jack Hatfield         | Harold Hardwick    |
| Anvers 1920         | Norman Ross         | Ludy Langer           | George Vernot      |
| Paris 1924          | Johnny Weissmuller  | Arne Borg             | Andrew Charlton    |
| Amsterdam 1928      | Victoriano Zorrilla | Andrew Charlton       | Arne Borg          |
| Los Angeles 1932    | Buster Crabbe       | Jean Taris            | Tsutomu Oyokota    |
| Berlin 1936         | Jack Medica         | Shunpei Uto           | Shozo Makino       |
| Londres 1948        | William Smith       | James McLane          | John Marshall      |
| Helsinki 1952       | Jean Boiteux        | Ford Konno            | Per-Olof Östrand   |
| Melbourne 1956      | Murray Rose         | Tsuyoshi Yamanaka     | George Breen       |
| Rome 1960           | Murray Rose         | Tsuyoshi Yamanaka     | John Konrads       |
| Tokyo 1964          | Don Schollander     | Frank Wiegand         | Allan Wood         |
| Mexico 1968         | Mike Burton         | Ralph Hutton          | Alain Mosconi      |
| Munich 1972         | Brad Cooper         | Steve Genter          | Tom McBreen        |
| Montréal 1976       | Brian Goodell       | Tim Shaw              | Volodymyr Raskatov |
| Moscou 1980         | Vladimir Salnikov   | Andrei Krylov         | Ivar Stukolkin     |
| Los Angeles 1984    | George DiCarlo      | John Mykkanen         | Justin Lemberg     |
| Séoul 1988          | Uwe Daßler          | Duncan Armstrong      | Artur Wojdat       |
| Barcelone 1992      | Evgeniy Sadovyy     | Kieren Perkins        | Anders Holmertz    |
| Atlanta 1996        | Danyon Loader       | Paul Palmer           | Daniel Kowalski    |
| Sydney 2000         | Ian Thorpe          | Massimiliano Rosolino | Klete Keller       |
| Athènes 2004        | Ian Thorpe          | Grant Hackett         | Klete Keller       |
| Pékin 2008          | Park Tae-hwan       | Zhang Lin             | Larsen Jensen      |
| Londres 2012        | Sun Yang            | Park Tae-hwan         | Peter Vanderkaay   |
| Rio de Janeiro 2016 | Mack Horton         | Sun Yang              | Gabriele Detti     |
| Tokyo 2020          | Ahmed Hafnaoui      | Jack McLoughlin       | Kieran Smith       |
| Paris 2024          | Lukas Märtens       | Elijah Winnington     | Woo-min Kim        |

### 1 500 mètresnage libre
| Édition             | Or                   | Argent               | Bronze            |
| ------------------- | -------------------- | -------------------- | ----------------- |
| Londres 1908        | Henry Taylor         | Thomas Battersby     | Frank Beaurepaire |
| Stockholm 1912      | George Hodgson       | Jack Hatfield        | Harold Hardwick   |
| Anvers 1920         | Norman Ross          | George Vernot        | Frank Beaurepaire |
| Paris 1924          | Andrew Charlton      | Arne Borg            | Frank Beaurepaire |
| Amsterdam 1928      | Arne Borg            | Andrew Charlton      | Buster Crabbe     |
| Los Angeles 1932    | Kusuo Kitamura       | Shozo Makino         | James Cristy      |
| Berlin 1936         | Noboru Terada        | Jack Medica          | Shunpei Uto       |
| Londres 1948        | James McLane         | John Marshall        | György Mitró      |
| Helsinki 1952       | Ford Konno           | Shiro Hashizume      | Tetsuo Okamoto    |
| Melbourne 1956      | Murray Rose          | Tsuyoshi Yamanaka    | George Breen      |
| Rome 1960           | John Konrads         | Murray Rose          | George Breen      |
| Tokyo 1964          | Robert Windle        | John Nelson          | Allan Wood        |
| Mexico 1968         | Mike Burton          | John Kinsella        | Greg Brough       |
| Munich 1972         | Mike Burton          | Graham Windeatt      | Douglas Northway  |
| Montréal 1976       | Brian Goodell        | Bobby Hackett        | Stephen Holland   |
| Moscou 1980         | Vladimir Salnikov    | Aleksandr Chayev     | Max Metzker       |
| Los Angeles 1984    | Mike O'Brien         | George DiCarlo       | Stefan Pfeiffer   |
| Séoul 1988          | Vladimir Salnikov    | Stefan Pfeiffer      | Uwe Daßler        |
| Barcelone 1992      | Kieren Perkins       | Glen Housman         | Jörg Hoffmann     |
| Atlanta 1996        | Kieren Perkins       | Daniel Kowalski      | Graeme Smith      |
| Sydney 2000         | Grant Hackett        | Kieren Perkins       | Chris Thompson    |
| Athènes 2004        | Grant Hackett        | Larsen Jensen        | David Davies      |
| Pékin 2008          | Oussama Mellouli     | Grant Hackett        | Ryan Cochrane     |
| Londres 2012        | Sun Yang             | Ryan Cochrane        | Oussama Mellouli  |
| Rio de Janeiro 2016 | Gregorio Paltrinieri | Connor Jaeger        | Gabriele Detti    |
| Tokyo 2020          | Robert Finke         | Mykhailo Romanchuk   | Florian Wellbrock |
| Paris 2024          | Robert Finke         | Gregorio Paltrinieri | Daniel Wiffen     |

## Papillon

### 100 mètrespapillon
| Édition             | Or               | Argent                                  | Bronze             |
| ------------------- | ---------------- | --------------------------------------- | ------------------ |
| Mexico 1968         | Doug Russell     | Mark Spitz                              | Ross Wales         |
| Munich 1972         | Mark Spitz       | Bruce Robertson                         | Jerry Heidenreich  |
| Montréal 1976       | Matt Vogel       | Joe Bottom                              | Gary Hall Sr.      |
| Moscou 1980         | Pär Arvidsson    | Roger Pyttel                            | David López-Zubero |
| Los Angeles 1984    | Michael Gross    | Pablo Morales                           | Glenn Buchanan     |
| Séoul 1988          | Anthony Nesty    | Matt Biondi                             | Andy Jameson       |
| Barcelone 1992      | Pablo Morales    | Rafał Szukała                           | Anthony Nesty      |
| Atlanta 1996        | Denis Pankratov  | Scott Miller                            | Vladislav Kulikov  |
| Sydney 2000         | Lars Frölander   | Michael Klim                            | Geoff Huegill      |
| Athènes 2004        | Michael Phelps   | Ian Crocker                             | Andriy Serdinov    |
| Pékin 2008          | Michael Phelps   | Milorad Čavić                           | Andrew Lauterstein |
| Londres 2012        | Michael Phelps   | Chad le Clos Evgeny Korotyshkin         | —                  |
| Rio de Janeiro 2016 | Joseph Schooling | László Cseh Chad le Clos Michael Phelps | —                  |
| Tokyo 2020          | Caeleb Dressel   | Kristof Milak                           | Noè Ponti          |
| Paris 2024          | Kristof Milak    | Joshua Liendo                           | Ilya Kharun        |

### 200 mètrespapillon
| Édition             | Or              | Argent           | Bronze            |
| ------------------- | --------------- | ---------------- | ----------------- |
| Melbourne 1956      | William Yorzyk  | Takashi Ishimoto | György Tumpek     |
| Rome 1960           | Michael Troy    | Neville Hayes    | David Gillanders  |
| Tokyo 1964          | Kevin Berry     | Carl Robie       | Fred Schmidt      |
| Mexico 1968         | Carl Robie      | Martyn Woodroffe | John Ferris       |
| Munich 1972         | Mark Spitz      | Gary Hall Sr.    | Robin Backhaus    |
| Montréal 1976       | Mike Bruner     | Steve Gregg      | Bill Forrester    |
| Moscou 1980         | Sergey Fesenko  | Phil Hubble      | Roger Pyttel      |
| Los Angeles 1984    | Jon Sieben      | Michael Gross    | Rafael Vidal      |
| Séoul 1988          | Michael Gross   | Benny Nielsen    | Anthony Mosse     |
| Barcelone 1992      | Melvin Stewart  | Danyon Loader    | Franck Esposito   |
| Atlanta 1996        | Denis Pankratov | Tom Malchow      | Scott Goodman     |
| Sydney 2000         | Tom Malchow     | Denys Sylantyev  | Justin Norris     |
| Athènes 2004        | Michael Phelps  | Takashi Yamamoto | Stephen Parry     |
| Pékin 2008          | Michael Phelps  | László Cseh      | Takeshi Matsuda   |
| Londres 2012        | Chad le Clos    | Michael Phelps   | Takeshi Matsuda   |
| Rio de Janeiro 2016 | Michael Phelps  | Masato Sakai     | Tamás Kenderesi   |
| Tokyo 2020          | Kristof Milak   | Tomoru Honda     | Federico Burdisso |
| Paris 2024          | Léon Marchand   | Kristof Milak    | Ilya Kharun       |

## Quatre nages

### 200 mètresquatre nages
| Édition                          | Or                    | Argent          | Bronze             |
| -------------------------------- | --------------------- | --------------- | ------------------ |
| Mexico 1968                      | Charles Hickcox       | Greg Buckingham | John Ferris        |
| Munich 1972                      | Gunnar Larsson        | Tim McKee       | Steve Furniss      |
| Épreuve non disputée (1976-1980) |                       |                 |                    |
| Los Angeles 1984                 | Alex Baumann          | Pablo Morales   | Neil Cochran       |
| Séoul 1988                       | Tamás Darnyi          | Patrick Kühl    | Vadim Yaroshchuk   |
| Barcelone 1992                   | Tamás Darnyi          | Greg Burgess    | Attila Czene       |
| Atlanta 1996                     | Attila Czene          | Jani Sievinen   | Curtis Myden       |
| Sydney 2000                      | Massimiliano Rosolino | Tom Dolan       | Tom Wilkens        |
| Athènes 2004                     | Michael Phelps        | Ryan Lochte     | George Bovell      |
| Pékin 2008                       | Michael Phelps        | László Cseh     | Ryan Lochte        |
| Londres 2012                     | Michael Phelps        | Ryan Lochte     | László Cseh        |
| Rio 2016                         | Michael Phelps        | Kōsuke Hagino   | Wang Shun          |
| Tokyo 2020                       | Wang Shun             | Duncan Scott    | Jérémy Desplanches |
| Paris 2024                       | Léon Marchand         | Duncan Scott    | Wang Shun          |

### 400 mètresquatre nages
| Édition          | Or                  | Argent              | Bronze              |
| ---------------- | ------------------- | ------------------- | ------------------- |
| Tokyo 1964       | Richard Roth        | Roy Saari           | Gerhard Hetz        |
| Mexico 1968      | Charles Hickcox     | Gary Hall Sr.       | Michael Holthaus    |
| Munich 1972      | Gunnar Larsson      | Tim McKee           | András Hargitay     |
| Montréal 1976    | Rod Strachan        | Tim McKee           | Andrey Smirnov      |
| Moscou 1980      | Oleksandr Sydorenko | Sergey Fesenko      | Zoltán Verrasztó    |
| Los Angeles 1984 | Alex Baumann        | Ricardo Prado       | Rob Woodhouse       |
| Séoul 1988       | Tamás Darnyi        | David Wharton       | Stefano Battistelli |
| Barcelone 1992   | Tamás Darnyi        | Eric Namesnik       | Luca Sacchi         |
| Atlanta 1996     | Tom Dolan           | Eric Namesnik       | Curtis Myden        |
| Sydney 2000      | Tom Dolan           | Erik Vendt          | Curtis Myden        |
| Athènes 2004     | Michael Phelps      | Erik Vendt          | László Cseh         |
| Pékin 2008       | Michael Phelps      | László Cseh         | Ryan Lochte         |
| Londres 2012     | Ryan Lochte         | Thiago Pereira      | Kōsuke Hagino       |
| Rio 2016         | Kōsuke Hagino       | Chase Kalisz        | Daiya Seto          |
| Tokyo 2020       | Chase Kalisz        | Jay Litherland      | Brendon Smith       |
| Paris 2024       | Léon Marchand       | Tomoyuki Matsushita | Carson Foster       |

## Relais

### Relais 4 ×100 mètresnage libre
| Édition                              | Or                                                                                       | Argent                                                                                | Bronze                                                                                                  |
| ------------------------------------ | ---------------------------------------------------------------------------------------- | ------------------------------------------------------------------------------------- | --- |
| Tokyo 1964                           | États-Unis Stephen Clark Michael Austin Gary Ilman Don Schollander                       | Allemagne Horst Loffler Frank Wiegand Uwe Jacobsen Hans-Joachim Klein                 | Australie David Dickson Peter Doak John Ryan Robert Windle                                              |
| Mexico 1968                          | États-Unis Zachary Zorn Stephen Rerych Mark Spitz Kenneth Walsh                          | Union soviétique Semyon Berlits-Geiman Viktor Mazanov Georgi Kulikov Leonoid Ilyichev | Australie Greg Rogers Robert Windle Robert Cusack Michael Wenden                                        |
| Munich 1972                          | États-Unis David Edgar John Murphy Jerry Heidenreich Mark Spitz                          | Union soviétique Vladimir Bure Viktor Mazanov Viktor Aboimov Igor Grivennikov         | Allemagne de l'Est Roland Matthes Wilfried Hartung Peter Bruch Lutz Unger                               |
| Épreuve non disputée en 1976 et 1980 |                                                                                          |                                                                                       | |
| Los Angeles 1984                     | États-Unis Chris Cavanaugh Michael Heath Matt Biondi Rowdy Gaines                        | Australie Greg Fasala Neil Brooks Michael Delany Mark Stockwell                       | Suède Thomas Lejdström Bengt Baron Mikael Örn Per Johansson                                             |
| Séoul 1988                           | États-Unis Chris Jacobs Troy Dalbey Tom Jager Matt Biondi                                | Union soviétique Gennadiy Prigoda Yuri Bashkatov Nikolai Yevseyev Vladimir Tkatchenko | Allemagne de l'Est Dirk Richter Thomas Flemming Lars Hinneburg Steffen Zesner                           |
| Barcelone 1992                       | États-Unis Joe Hudepohl Matt Biondi Tom Jager Jon Olsen                                  | Équipe unifiée Pavel Khnykin Gennadiy Prigoda Yuri Bashkatov Aleksandr Popov          | Allemagne Christian Tröger Dirk Richter Steffen Zesner Mark Pinger                                      |
| Atlanta 1996                         | États-Unis Jon Olsen Josh Davis Bradley Schumacher Gary Hall Jr.                         | Russie Vladimir Pyshnenko Aleksandr Popov Roman Yegerov Vladimir Predkin              | Allemagne Mark Pinger Björn Zikarsky Christian Tröger Bengt Zikarsky                                    |
| Sydney 2000                          | Australie Michael Klim Chris Fydler Ashley Callus Ian Thorpe                             | États-Unis Anthony Ervin Neil Walker Jason Lezak Gary Hall Jr.                        | Brésil Fernando Scherer Gustavo Borges Carlos Jayme Edvaldo Valério                                     |
| Athènes 2004                         | Afrique du Sud Roland Mark Schoeman Lyndon Ferns Darian Townsend Ryk Neethling           | Pays-Bas Johan Kenkhuis Mitja Zastrow Klaas-Erik Zwering Pieter van den Hoogenband    | États-Unis Ian Crocker Michael Phelps Neil Walker Jason Lezak                                           |
| Pékin 2008                           | États-Unis Michael Phelps Garrett Weber-Gale Cullen Jones Jason Lezak                    | France Amaury Leveaux Fabien Gilot Frédérick Bousquet Alain Bernard                   | Australie Eamon Sullivan Andrew Lauterstein Ashley Callus Matt Targett                                  |
| Londres 2012                         | France Amaury Leveaux Fabien Gilot Clément Lefert Yannick Agnel                          | États-Unis Nathan Adrian Michael Phelps Cullen Jones Ryan Lochte                      | Russie Andrey Grechin Nikita Lobintsev Vladimir Morozov Danila Izotov                                   |
| Rio de Janeiro 2016                  | États-Unis Caeleb Dressel Michael Phelps Ryan Held Nathan Adrian                         | France Mehdy Metella Fabien Gilot Florent Manaudou Jérémy Stravius                    | Australie James Roberts Kyle Chalmers James Magnussen Cameron McEvoy                                    |
| Tokyo 2020                           | États-Unis Caeleb Dressel Blake Pieroni Bowen Becker Zach Apple                          | Italie Alessandro Miressi Thomas Ceccon Lorenzo Zazzeri Manuel Frigo                  | Australie Matthew Temple Zac Incerti Alexander Graham Kyle Chalmers                                     |
| Paris 2024 résultats détaillés       | États-Unis Caeleb Dressel Hunter Armstrong Chris Guiliano Jack Alexy Ryan Held Matt King | Australie Jack Cartwright Flynn Southam Kai Taylor Kyle Chalmers William Yang         | Italie Alessandro Miressi Thomas Ceccon Paolo Conte Bonin Manuel Frigo Lorenzo Zazzeri Leonardo Deplano |

### Relais 4 ×200 mètresnage libre
| Édition                        | Or                                                                                                | Argent                                                                                                  | Bronze                                                                                             |
| ------------------------------ | ------------------------------------------------------------------------------------------------- | --- | -------------------------------------------------------------------------------------------------- |
| Londres 1908                   | Royaume-Uni John Derbyshire Paul Radmilovic William Foster Henry Taylor                           | Hongrie József Munk Imre Zachár Béla Las Torres Zoltán von Halmay                                       | États-Unis Harry Hebner Leo Goodwin Charles Daniels Leslie Rich                                    |
| Stockholm 1912                 | Australasie Cecil Healy Malcolm Champion Leslie Boardman Harold Hardwick                          | États-Unis Kenneth Huszagh Harry Hebner Perry McGillivray Duke Kahanamoku                               | Royaume-Uni William Foster Thomas Battersby Jack Hatfield Henry Taylor                             |
| Anvers 1920                    | États-Unis Perry McGillivray Pua Kela Kealoha Norman Ross Duke Kahanamoku                         | Australie Harry Hay William Herald Ivan Stedman Frank Beaurepaire                                       | Royaume-Uni Leslie Savage Edward Percival Peter Henry Taylor Harold Annison                        |
| Paris 1924                     | États-Unis Walter O'Connor Harry Glancy Ralph Breyer Johnny Weissmuller                           | Australie Maurice Christie Ernest Henry Frank Beaurepaire Andrew Charlton                               | Suède Georg Werner Orvar Trolle Åke Borg Arne Borg                                                 |
| Amsterdam 1928                 | États-Unis Austin Clapp Walter Laufer George Kojac Johnny Weissmuller                             | Japon Hiroshi Yoneyama Nobuo Arai Tokuhei Sada Katsuo Takaishi                                          | Canada Munroe Bourne James Thompson Garnet Ault Walter Spence                                      |
| Los Angeles 1932               | Japon Yasuji Miyazaki Masanori Yusa Takashi Yokoyama Hisakichi Toyoda                             | États-Unis George Fissler Frank Booth Manuella Kalili Maiola Kalili                                     | Hongrie András Wanié László Szabados András Székely István Bárány                                  |
| Berlin 1936                    | Japon Masanori Yusa Shigeo Sugiura Masaharu Taguchi Shigeo Arai                                   | États-Unis Ralph Flanagan John Macionis Paul Wolf Jack Medica                                           | Hongrie Árpád Lengyel Oszkár Abay-Nemes Ödön Gróf Ferenc Csik                                      |
| Londres 1948                   | États-Unis Walter Ris James McLane Wallace Wolf William Smith                                     | Hongrie Elemér Szathmáry György Mitró Imre Nyéki Géza Kádas                                             | France Joseph Bernardo Henri Padou Jr. Rene Cornu Alex Jany                                        |
| Helsinki 1952                  | États-Unis Wayne Moore William Woolsey Ford Konno James McLane                                    | Japon Hiroshi Suzuki Yoshihiro Hamaguchi Toru Goto Teijiro Tanikawa                                     | France Joseph Bernardo Aldo Eminente Alex Jany Jean Boiteux                                        |
| Melbourne 1956                 | Australie Kevin O'Halloran John Devitt Murray Rose Jon Henricks                                   | États-Unis Richard Hanley George Breen William Woolsey Ford Konno                                       | Union soviétique Vitaly Sorokin Vladimir Strushanov Gennady Nikolayev Boris Nitikin                |
| Rome 1960                      | États-Unis George Harrison Richard Blick Michael Troy Jeffrey Farrell                             | Japon Makoto Fukui Hiroshi Ishii Tsuyoshi Yamanaka Tatsuo Fujimoto                                      | Australie David Dickson John Devitt Murray Rose John Konrads                                       |
| Tokyo 1964                     | États-Unis Stephen Clark Roy Saari Gary Ilman Don Schollander                                     | Équipe unifiée d'Allemagne Horst-Günther Gregor Gerhard Hetz Frank Wiegand Hans-Joachim Klein           | Japon Makoto Fukui Kunihiro Iwasaki Toshio Shoji Yujiaki Okabe                                     |
| Mexico 1968                    | États-Unis John Nelson Stephen Rerych Mark Spitz Don Schollander                                  | Australie Greg Rogers Graham White Bob Windle Michael Wenden                                            | Union soviétique Vladimir Bure Semyon Belits-Geiman Georgi Kulikov Leonoid Ilyichev                |
| Munich 1972                    | États-Unis John Kinsella Fred Tyler Steve Genter Mark Spitz                                       | Allemagne de l'Est Klaus Steinbach Werner Lampe Hans-Günter Vosseler Hans-Joachim Fassnacht             | Union soviétique Igor Grivennikov Viktor Mazanov Georgi Kulikov Vladimir Bure                      |
| Montréal 1976                  | États-Unis Mike Bruner Bruce Furniss John Naber Jim Montgomery                                    | Union soviétique Vladimir Raskatov Andrei Bogdanov Sergey Kopliakov Andrei Krylov                       | Royaume-Uni Alan McClatchey David Dunne Gordon Downie Brian Brinkley                               |
| Moscou 1980                    | Union soviétique Sergey Kopliakov Vladimir Salnikov Ivar Stukolkin Andrei Krylov                  | Allemagne de l'Est Frank Pfütze Jörg Woithe Detlev Grabs Rainer Strohbach                               | Brésil Marcus Mattioli Jorge Fernandes Cyro Delgado Djan Madruga Garrido                           |
| Los Angeles 1984               | États-Unis Michael Heath David Larson Jeffrey Float Bruce Hayes                                   | Allemagne de l'Ouest Thomas Fahrner Dirk Korthals Alexander Schowtka Michael Gross                      | Royaume-Uni Neil Cochran Paul Easter Paul Howe Andrew Astbury                                      |
| Séoul 1988                     | États-Unis Troy Dalbey Matthew Cetlinski Doug Gjertsen Matt Biondi                                | Allemagne de l'Est Uwe Dassler Sven Lodziewski Thomas Flemming Steffen Zesner                           | Allemagne de l'Ouest Erik Hochstein Thomas Fahrner Rainer Henkel Michael Gross                     |
| Barcelone 1992                 | Équipe unifiée de l’ex-URSS Dmitri Lepikov Vladimir Pychnenko Veniamin Taianovich Yevgeny Sadovyi | Suède Christer Wallin Anders Holmertz Tommy Werner Lars Frölander                                       | États-Unis Joe Hudepohl Melvin Stewart Jon Olsen Doug Gjertsen                                     |
| Atlanta 1996                   | États-Unis Josh Davis Joe Hudepohl Bradley Schumacher Ryan Berube                                 | Suède Anders Lyrbring Anders Holmertz Christer Wallin Lars Frölander                                    | Allemagne Christian Tröger Aimo Heilmann Christian Keller Steffen Zesner                           |
| Sydney 2000                    | Australie Ian Thorpe Michael Klim Todd Pearson Bill Kirby                                         | États-Unis Scott Goldblatt Josh Davis Jamie Rauch Klete Keller                                          | Pays-Bas Martijn Zuijdweg Johan Kenkhuis Marcel Wouda Pieter van den Hoogenband                    |
| Athènes 2004                   | États-Unis Michael Phelps Ryan Lochte Peter Vanderkaay Klete Keller                               | Australie Grant Hackett Michael Klim Nicholas Sprenger Ian Thorpe                                       | Italie Emiliano Brembilla Massimiliano Rosolino Simone Cercato Filippo Cercato                     |
| Pékin 2008                     | États-Unis Michael Phelps Ryan Lochte Ricky Berens Peter Vanderkaay                               | Russie Nikita Lobintsev Evgeny Lagunov Danila Izotov Alexander Sukhorukov                               | Australie Patrick Murphy Grant Hackett Grant Brits Nick Frost                                      |
| Londres 2012                   | États-Unis Ryan Lochte Conor Dwyer Ricky Berens Michael Phelps                                    | France Amaury Leveaux Grégory Mallet Clément Lefert Yannick Agnel                                       | Chine Hao Yun Li Yunqi Jiang Haiqi Sun Yang                                                        |
| Rio de Janeiro 2016            | États-Unis Conor Dwyer Townley Haas Ryan Lochte Michael Phelps                                    | Royaume-Uni Stephen Milne Duncan Scott Daniel Wallace James Guy                                         | Japon Kosuke Hagino Naito Ehara Yuki Kobori Takeshi Matsuda                                        |
| Tokyo 2020                     | Royaume-Uni Tom Dean James Guy Matthew Richards Duncan Scott                                      | Comité olympique de Russie Martin Malyutin Ivan Girev Evgeny Rylov Mikhail Dovgalyuk                    | Australie Alexander Graham Kyle Chalmers Zac Incerti Thomas Neill                                  |
| Paris 2024 résultats détaillés | Grande-Bretagne James Guy Thomas Dean Matthew Richards Duncan Scott Kieran Bird Jack McMillan     | États-Unis Luke Hobson Carson Foster Drew Kibler Kieran Smith Brooks Curry Blake Pieroni Chris Guiliano | Australie Maximillian Giuliani Flynn Southam Elijah Winnington Thomas Neill Kai Taylor Zac Incerti |

### Relais 4 ×100 mètresquatre nages
| Édition                        | Or                                                                       | Argent | Bronze |
| ------------------------------ | ------------------------------------------------------------------------ | --- | --- |
| Rome 1960                      | États-Unis Frank McKinney Paul Hait Lance Larson Jeffrey Farrell         | Australie David Theile Terry Gathercole Neville Hayes Geoff Shipton                                       | Japon Kazuo Tomita Koichi Hirakida Yoshihiko Osaki Keigo Shimizu                                              |
| Tokyo 1964                     | États-Unis Harold Thompson Mann William Craig Fred Schmidt Stephen Clark | Équipe unifiée d'Allemagne Ernst-Joachim Kuppers Egon Henninger Horst-Günther Gregor Hans-Joachim Klein   | Australie Peter Reynolds Ian O'Brien Kevin Berry David Dickson                                                |
| Mexico 1968                    | États-Unis Charles Hickcox Don McKenzie Douglas Russell Kenneth Walsh    | Allemagne de l'Est Roland Matthes Egon Henninger Horst-Günther Gregor Frank Wiegand                       | Union soviétique Yuri Gromak Vladimir Kosinsky Vladimir Nemshilov Leonid Ilyichev                             |
| Munich 1972                    | États-Unis Michael Stamm Tom Bruce Mark Spitz Jerry Heidenreich          | Allemagne de l'Est Roland Matthes Klaus Katzur Hartmut Flöckner Lutz Unger                                | Canada Erik Fish William Mahony Bruce Robertson Robert Kasting                                                |
| Montréal 1976                  | États-Unis John Naber John Hencken Matt Vogel Jim Montgomery             | Canada Stephen Pickell Graham Smith Clay Evans Gary MacDonald                                             | Allemagne de l'Ouest Klaus Steinbach Walter Kusch Michael Kraus Peter Nocke                                   |
| Moscou 1980                    | Australie Mark Kerry Peter Evans Mark Tonelli Neil Brooks                | URSS Viktor Kuznetsov Arsens Miskarovs Yevgeny Serdin Sergey Kopliakov                                    | Royaume-Uni Gary Abraham Duncan Goodhew David Lowe Martin Smith                                               |
| Los Angeles 1984               | États-Unis Rick Carey Steve Lundquist Pablo Morales Rowdy Gaines         | Canada Mike West Victor Davis Tom Ponting Sandy Goss                                                      | Australie Mark Kerry Peter Evans Glenn Buchanan Mark Stockwell                                                |
| Séoul 1988                     | États-Unis David Berkoff Richard Schroeder Matt Biondi Chris Jacobs      | Canada Mark Tewksbury Victor Davis Tom Ponting Sandy Goss                                                 | URSS Igor Polyansky Dmitri Volkov Vadim Yaroshchuk Gennadiy Prigoda                                           |
| Barcelone 1992                 | États-Unis Jeff Rouse Nelson Diebel Pablo Morales Jon Olsen              | Équipe unifiée de l’ex-URSS Vladimir Selkov Vassili Ivanov Pavel Khnykin Alexander Popov                  | Canada Mark Tewksbury Jonathan Cleveland Marcel Gery Stephen Clarke                                           |
| Atlanta 1996                   | États-Unis Jeff Rouse Jeremy Linn Mark Henderson Gary Hall Jr.           | Russie Vladimir Selkov Stanislav Lopukhov Denis Pankratov Alexander Popov                                 | Australie Phil Rogers Michael Klim Scott Miller Steven Dewick                                                 |
| Sydney 2000                    | États-Unis Lenny Krayzelburg Ed Moses Ian Crocker Gary Hall Jr.          | Australie Matthew Welsh Regan Harrison Geoff Huegill Michael Klim                                         | Allemagne Stev Theloke Jens Kruppa Thomas Rupprath Torsten Spanneberg                                         |
| Athènes 2004                   | États-Unis Aaron Peirsol Brendan Hansen Ian Crocker Jason Lezak          | Allemagne Steffen Driesen Jens Kruppa Thomas Rupprath Lars Conrad                                         | Japon Tomomi Morita Kōsuke Kitajima Takashi Yamamoto Yoshihiro Okumura                                        |
| Pékin 2008                     | États-Unis Aaron Peirsol Brendan Hansen Michael Phelps Jason Lezak       | Australie Hayden Stoeckel Brenton Rickard Andrew Lauterstein Eamon Sullivan                               | Japon Junichi Miyashita Kōsuke Kitajima Takuro Fujii Hisayoshi Sato                                           |
| Londres 2012                   | États-Unis Matt Grevers Brendan Hansen Michael Phelps Nathan Adrian      | Japon Ryōsuke Irie Kōsuke Kitajima Takeshi Matsuda Takuro Fujii                                           | Australie Hayden Stoeckel Christian Sprenger Matt Targett James Magnussen                                     |
| Rio de Janeiro 2016            | États-Unis Ryan Murphy Cody Miller Michael Phelps Nathan Adrian          | Royaume-Uni Chris Walker-Hebborn Adam Peaty James Guy Duncan Scott                                        | Australie Mitch Larkin Jake Packard David Morgan Kyle Chalmers                                                |
| Tokyo 2020                     | États-Unis Ryan Murphy Michael Andrew Caeleb Dressel Zach Apple          | Royaume-Uni Luke Greenbank Adam Peaty James Guy Duncan Scott                                              | Italie Thomas Ceccon Nicolò Martinenghi Federico Burdisso Alessandro Miressi                                  |
| Paris 2024 résultats détaillés | Chine Xu Jiayu Qin Haiyang Sun Jiajun Pan Zhanle Wang Changhao           | États-Unis Hunter Armstrong Caeleb Dressel Nic Fink Ryan Murphy Charlie Swanson Thomas Heilman Jack Alexy | France Yohann Ndoye-Brouard Léon Marchand Maxime Grousset Florent Manaudou Clément Secchi Rafael Fente-Damers |

## 10kmeau libre
| Édition                        | Or                      | Argent              | Bronze               |
| ------------------------------ | ----------------------- | ------------------- | -------------------- |
| Pékin 2008                     | Maarten van der Weijden | David Davies        | Thomas Lurz          |
| Londres 2012                   | Oussama Mellouli        | Thomas Lurz         | Richard Weinberger   |
| Rio de Janeiro 2016            | Ferry Weertman          | Spyrídon Yianniótis | Marc-Antoine Olivier |
| Tokyo 2020                     | Florian Wellbrock       | Kristóf Rasovszky   | Gregorio Paltrinieri |
| Paris 2024 résultats détaillés | Kristóf Rasovszky       | Oliver Klemet       | Dávid Betlehem       |

## Anciennes épreuves

### 50 yards nage libre (45,72 mètres)
| Édition          | Or                | Argent      | Bronze          |
| ---------------- | ----------------- | ----------- | --------------- |
| Saint-Louis 1904 | Zoltán von Halmay | Scott Leary | Charles Daniels |

### 100 yards nage libre
| Édition          | Or                | Argent          | Bronze       |
| ---------------- | ----------------- | --------------- | ------------ |
| Saint-Louis 1904 | Zoltán von Halmay | Charles Daniels | Harvey Fartz |

### 100 mètresnage libre pour marins
| Édition      | Or                | Argent            | Bronze           |
| ------------ | ----------------- | ----------------- | ---------------- |
| Athènes 1896 | Ioánnis Malokínis | Spyrídon Chazápis | Dimítrios Drívas |

### 220 yards nage libre
| Édition          | Or              | Argent         | Bronze      |
| ---------------- | --------------- | -------------- | ----------- |
| Saint-Louis 1904 | Charles Daniels | Francis Gailey | Emil Rausch |

### 440 yards nage libre
| Édition          | Or              | Argent         | Bronze     |
| ---------------- | --------------- | -------------- | ---------- |
| Saint-Louis 1904 | Charles Daniels | Francis Gailey | Otto Wahle |

### 500 mètresnage libre
| Édition      | Or           | Argent           | Bronze              |
| ------------ | ------------ | ---------------- | ------------------- |
| Athènes 1896 | Paul Neumann | Antonios Pepanos | Efstáthios Chorafás |

### 880 yards nage libre (804,66 mètres)
| Édition          | Or          | Argent         | Bronze    |
| ---------------- | ----------- | -------------- | --------- |
| Saint-Louis 1904 | Emil Rausch | Francis Gailey | Géza Kiss |

### 1 000 mètresnage libre
| Édition    | Or                 | Argent     | Bronze            |
| ---------- | ------------------ | ---------- | ----------------- |
| Paris 1900 | John Arthur Jarvis | Otto Wahle | Zoltán von Halmay |

### 1 mile nage libre
| Édition          | Or          | Argent    | Bronze         |
| ---------------- | ----------- | --------- | -------------- |
| Saint-Louis 1904 | Emil Rausch | Géza Kiss | Francis Gailey |

### 1200 mètres nage libre
| Édition      | Or           | Argent          | Bronze              |
| ------------ | ------------ | --------------- | ------------------- |
| Athènes 1896 | Alfréd Hajós | Joannis Andreou | Efstáthios Chorafás |

### 4 000 mètresnage libre
| Édition    | Or                 | Argent            | Bronze       |
| ---------- | ------------------ | ----------------- | ------------ |
| Paris 1900 | John Arthur Jarvis | Zoltán von Halmay | Louis Martin |

### 100 yards dos
| Édition      | Or           | Argent         | Bronze          |
| ------------ | ------------ | -------------- | --------------- |
| Athènes 1896 | Walter Brack | Georg Hoffmann | Georg Zacharias |

### 400 mètresbrasse
| Édition        | Or            | Argent       | Bronze         |
| -------------- | ------------- | ------------ | -------------- |
| Stockholm 1912 | Walter Bathe  | Thor Henning | Percy Courtman |
| Anvers 1920    | Håkan Malmrot | Thor Henning | Arvo Aaltonen  |

### 440 yards brasse
| Édition          | Or              | Argent       | Bronze        |
| ---------------- | --------------- | ------------ | ------------- |
| Saint-Louis 1904 | Georg Zacharias | Walter Brack | Jamison Handy |

### 200 mètrespar équipes
| Édition    | Or                                                                                   | Argent                                                                                | Bronze                                                                             |
| ---------- | ------------------------------------------------------------------------------------ | ------------------------------------------------------------------------------------- | ---------------------------------------------------------------------------------- |
| Paris 1900 | Allemagne Ernst Hoppenberg Max Hainle Julius Frey Max Schöne Herbert von Petersdorff | France Maurice Hochepied Victor Hochepied Joseph Bertrand Jules Verbecke Victor Cadet | France René Tartara Louis Martin Désiré Merchez Georges Leuillieux Philippe Houben |

### Relais 4 × 50 yards nage libre
| Édition          | Or                                                                | Argent                                                         | Bronze                                                                   |
| ---------------- | ----------------------------------------------------------------- | -------------------------------------------------------------- | ------------------------------------------------------------------------ |
| Saint-Louis 1904 | États-Unis Joseph Ruddy Leo Goodwin Louis Handley Charles Daniels | États-Unis David Hammond Bill Tuttle Hugo Goetz Raymond Thorne | États-Unis Amedee Reyburn Gwynne Evans Marquard Schwarz William Orthwein |

### 200 mètresnage libre avec obstacles
| Édition    | Or             | Argent     | Bronze     |
| ---------- | -------------- | ---------- | ---------- |
| Paris 1900 | Frederick Lane | Otto Wahle | Peter Kemp |

### Nage sous l'eau
| Édition    | Or                   | Argent    | Bronze          |
| ---------- | -------------------- | --------- | --------------- |
| Paris 1900 | Charles Devendeville | André Six | Peder Lykkeberg |

## Tableau des médailles
| Rang  | Nation                     | Or  | Argent | Bronze | Total |
| ----- | -------------------------- | --- | ------ | ------ | ----- |
| 1     | États-Unis                 | 127 | 91     | 63     | 281   |
| 2     | Australie                  | 31  | 31     | 36     | 98    |
| 3     | Japon                      | 16  | 18     | 15     | 49    |
| 4     | Hongrie                    | 13  | 17     | 12     | 42    |
| 5     | Union soviétique           | 9   | 14     | 18     | 41    |
| 6     | Grande-Bretagne            | 9   | 12     | 14     | 35    |
| 7     | Allemagne                  | 9   | 7      | 13     | 29    |
| 8     | Suède                      | 8   | 10     | 10     | 28    |
| 9     | France                     | 6   | 8      | 13     | 27    |
| 10    | Canada                     | 6   | 7      | 10     | 23    |
| 11    | Allemagne de l'Est         | 6   | 7      | 5      | 18    |
| 12    | Équipe unifiée             | 5   | 3      | 0      | 8     |
| 13    | Pays-Bas                   | 4   | 2      | 4      | 10    |
| 14    | Allemagne de l'Ouest       | 3   | 4      | 7      | 14    |
| 15    | Italie                     | 3   | 1      | 7      | 11    |
| 16    | Nouvelle-Zélande           | 2   | 1      | 2      | 5     |
| 17    | Autriche                   | 1   | 6      | 3      | 10    |
| 18    | Brésil                     | 1   | 3      | 7      | 11    |
| 19    | Grèce                      | 1   | 3      | 3      | 7     |
| 20    | Australasie                | 1   | 2      | 3      | 6     |
| 21    | Afrique du Sud             | 1   | 4      | 2      | 7     |
| 22    | Belgique                   | 1   | 1      | 1      | 3     |
| 23    | Corée du Sud               | 1   | 1      | 0      | 2     |
| 24    | Espagne                    | 1   | 0      | 2      | 3     |
| 25    | Suriname                   | 1   | 0      | 1      | 2     |
| 26    | Mexique                    | 1   | 0      | 0      | 1     |
| 26    | Tunisie                    | 3   | 0      | 1      | 4     |
| 27    | Équipe unifiée d’Allemagne | 0   | 4      | 2      | 6     |
| 28    | Danemark                   | 0   | 2      | 1      | 3     |
| 29    | Finlande                   | 0   | 1      | 3      | 4     |
| 30    | Cuba                       | 0   | 1      | 1      | 2     |
| 30    | Pologne                    | 0   | 1      | 1      | 2     |
| 30    | Ukraine                    | 0   | 1      | 1      | 2     |
| 31    | Chine                      | 0   | 1      | 0      | 1     |
| 31    | Croatie                    | 0   | 1      | 0      | 1     |
| 31    | Norvège                    | 0   | 1      | 0      | 1     |
| 31    | Serbie                     | 0   | 1      | 0      | 1     |
| 34    | Philippines                | 0   | 0      | 2      | 2     |
| 35    | Roumanie                   | 0   | 0      | 1      | 1     |
| 35    | Suisse                     | 0   | 0      | 1      | 1     |
| 35    | Trinité-et-Tobago          | 0   | 0      | 1      | 1     |
| 35    | Venezuela                  | 0   | 0      | 1      | 1     |
| Total | Total                      | 270 | 268    | 270    | 808   |